# Sweta Keswani
Sweta Keswani es una actriz, bailarina y modelo india, conocida por sus papeles en programas de televisión hindi, películas de Bollywood y comerciales de televisión. Recibió fama de los indios a nivel mundial después de interpretar el papel de Gudiya Thakkar en la serie de Star Plus Baa Bahoo Aur Baby. Además de su carrera en Bollywood, también tuvo un papel en la serie de televisión estadounidense The Blacklist.

## Vida personal
Keswani comenzó a actuar en la clase dos con una adaptación de Ricitos de Oro y los tres osos. Asistió a MMK College en Mumbai y se graduó con una licenciatura en comercio. Mientras estaba en la escuela, comenzó en Kathak y se mantuvo durante unos 6 años en el instituto Sangit Mahabharati y más tarde con Guruji Shri Surinder Kaur, a quien idolatra. Más tarde se formó en danza Jazz con Shiamak Davar's.
Keswani es budista de la Soka Gakkai y líder de la comunidad budista de la SGI. Ella ha dicho: "Hay muchas ramas del budismo, pero esencialmente la filosofía budista de la SGI que practico es una religión para el siglo XXI. Es un proceso de transformación del yo mediante el canto de un mantra y, a través de eso, cambiar no solo a nosotros mismos para mejorar, sino también a nuestro entorno. El canto me da la claridad para ver qué acción debo tomar y cómo puedo hacer que tanto yo como las personas que me rodean sean más felices y satisfechos".
Desde 2020, Keswani se ha desempeñado como vicepresidenta de River's Edge Theatre Co. en Westchester, NY.
Keswani se casó con el actor estadounidense Alexx O'Nell en 2008, sin embargo, la pareja se divorció en 2011. En octubre del 2012 se casó con Ken Andino, a quien conoció en la ciudad de Nueva York. En agosto de 2013, dio a luz a su hija.

## Carrera
Después de hacer muchos comerciales de televisión para industrias como Wall's Ice Cream, Pond's y Fanta, Keswani ingresó a la televisión con programas como Kahaani Ghar Ghar Kii y Des Mein Niklla Hoga Chand.

## Filmografía

### Películas
- Love in Nepal (2004)
- Chor Mandli (2005)
- The Memsahib (2006)
- Gas Station On the Expressway (2007)
- Bin Bulaye Baraati (2011)
- Back-up (2013)
- As They Made Us (2022)
- La fiebre de los peluches Beanie (2023)

### Televisión
| Año         | Título                                            | Personaje                              | Notas        |
| ----------- | ------------------------------------------------- | -------------------------------------- | ------------ |
| 1999-2000   | Abhimaan                                          |                                        |              |
| 2001        | Rishtey (season 1)                                | Anu                                    | 1 episodio   |
| 2001–2003   | Kahaani Ghar Ghar Kii                             | Avantika Ajay Agarwal                  |              |
| 2001-2004   | Des Mein Niklla Hoga Chand                        | Anu Khurana / Anu Samarjeet Singh Kent | [ 5 ]        |
| 2002-2004   | Arre Deewano Mujhe Pehchano                       |                                        |              |
| 2004 - 2005 | Raat Hone Ko Hai - Story #47: Tingoo              | Monica                                 | 1 episodio   |
| 2004        | Bollywood Aur Kya Special                         |                                        |              |
| 2005        | Parde Ke Peechey                                  |                                        |              |
| 2006        | Kyunki Yeh Hai Hasya Kavi Muqabala                |                                        |              |
| 2006        | Johny Aala Re                                     |                                        |              |
| 2007        | CID - Episode 457: The Case of the Dangerous Lady | Indu                                   | 1 episodio   |
| 2007        | Nach Baliye 3                                     | Ella misma                             |              |
| 2007–2010   | Baa Bahoo Aur Baby                                | Gurinder "Gudiya" Chadda Thakkar       | Protagonista |
| 2011        | Adaalat                                           | Ms. Keswani                            | Secundaria   |
| 2017        | The Blacklist                                     | Maura                                  | Invitada     |
| 2021        | New Amsterdam                                     | Soma Kulkarni                          | Invitada     |
| 2021        | Arranged Marriage                                 |                                        |              |